# Hoyt Stevens
Hoyt Stevens (* 1932 in Athens, Tennessee) ist ein US-amerikanischer Rockabilly-Musiker.

## Leben
Stevens nahm 1956 für die Log Cabin Records aus Nashville in Madisonville zusammen mit den Tennessee Ramblers die Single 55 Chevy / There Is No Reason auf. Für die B-Seite wurde Stevens von Berry Cagle unterstützt. Danach zog Stevens sich aus der Musikszene zurück.
Heutzutage sind Platten dieser Single enorm selten und dementsprechend viel wert bei Rockabilly-Sammlern. Bis jetzt wurde 55 Chevy auf Kompilationen wie Mean Mean Daddy, Grand Daddy’s Rockin' , Classic Rockabilly und True Blue Rockabilly wiederveröffentlicht.

## Diskografie
| Jahr | Titel                         | Plattenfirma      |
| ---- | ----------------------------- | ----------------- |
| 1956 | 55 Chevy / There Is No Reason | Log Cabin Records |